# 南万山古瓷窑址
南万山古瓷窑址，位于山东省淄博市博山区白塔镇南万山村，是中华人民共和国山东省文物保护单位之一。
2006年12月7日，授予山东省文物保护单位，是一座古遗址。